# Selenia mariaria
Selenia mariaria är en fjärilsart som beskrevs av William Schaus 1927. Selenia mariaria ingår i släktet Selenia och familjen mätare. Inga underarter finns listade.